# Questeur (parlement)
Pour les articles homonymes, voir Questeur.
Un questeur (féminin : questrice, questeuse ou questeure) est un membre d'une assemblée parlementaire, ou d'une assemblée consultative, chargé de l'administration de cette assemblée. Il travaille au sein de la questure, dirigée par un secrétaire général.

## Organisation

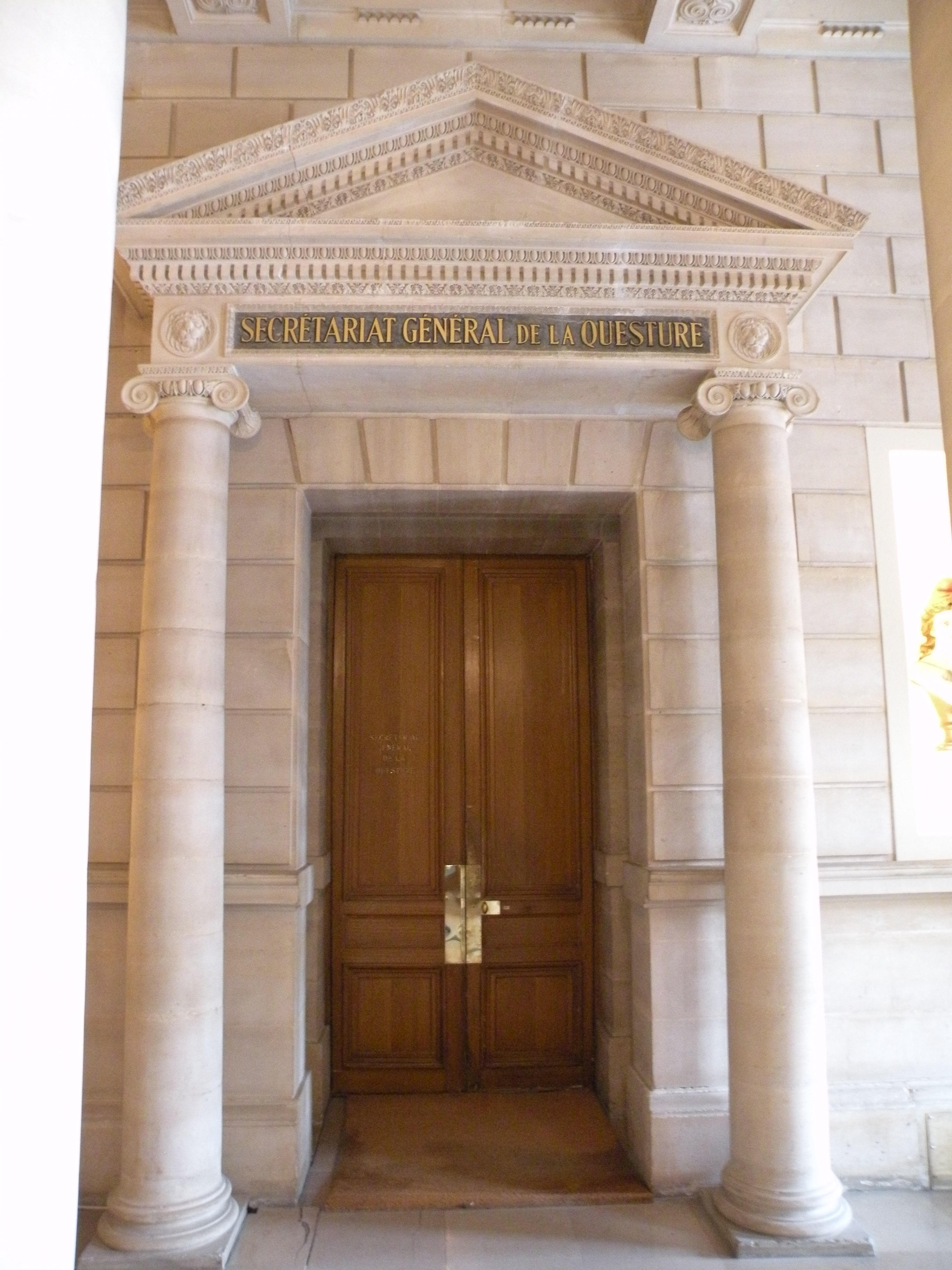
Porte du secrétariat de la questure au palais du Luxembourg.

Un questeur est un membre du bureau d'une assemblée chargé de l'administration intérieure de l'assemblée (établissement du budget, personnel, locaux, matériel). Son nom fait référence au rôle administratif et financier des questeurs de la République romaine.

## En France
En France, dans chacune des assemblées parlementaires (Assemblée nationale et Sénat), il existe un collège de trois questeurs (en règle générale, deux issus de la majorité et un de l'opposition) qui sont des parlementaires élus en début de chaque session par leurs pairs parlementaires. Créé sous Napoléon Bonaparte par le sénatus-consulte du 28 frimaire an XII (20 décembre 1803), cet organisme collégial a la haute main, sans être tributaire des décisions du pouvoir exécutif, sur l'administration, le personnel et les crédits de chaque assemblée. On le nomme parfois « Conseil de questure ». Sa fonction découle du principe d'autonomie administrative et financière des assemblées parlementaires, constituant ainsi une garantie de leur indépendance vis-à-vis du pouvoir exécutif. Ce principe, établi dès 1803, a été réaffirmé par l'ordonnance du 17 novembre 1958, en particulier dans son article 7.
Les questeurs sont élus au début de chaque mandature, puis à l'ouverture de chaque session ordinaire annuelle. Généralement, les questeurs sont réélus tout au long de la mandature, dans chaque assemblée, ce qui assure une grande stabilité de l'institution.
La fonction de questeur représente un poste clef au sein des institutions parlementaires, par les larges pouvoirs financiers et comptables qui lui sont attachés.
Les questeurs ont une double mission :
- préparer, exécuter et contrôler l'exécution du budget de leur assemblée ;
- gérer l'administration de leur assemblée (gestion du personnel, droits sociaux des parlementaires et salariés, sécurité et gestion des moyens de fonctionnement des parlementaires et de leurs groupes).

Ils préparent le budget et contrôlent son exécution. Ils s’occupent également de l’administration générale de l’institution comme la gestion du personnel, ont sous leur responsabilité la caisse des pensions des députés et le régime social du personnel, mais aussi la sécurité, le contrôle des accès et la circulation dans le palais Bourbon ou le palais du Luxembourg et s’occupent enfin de l’attribution des moyens nécessaires aux parlementaires ou aux instances de l’assemblée pour l’exercice de leurs fonctions (transports, téléphone, équipement de bureau, attributions de salles de réunion et de bureaux). Ils orientent l’équipement informatique de l'assemblée de même qu'en matière de politique immobilière.
Les questeurs se réunissent chaque semaine en session en présence du secrétaire général de la questure et de celui du Sénat, pour délibérer de toutes les questions entrant dans le champ de leurs compétences. Le secrétaire général de la questure est un fonctionnaire nommé et non élu.
Les décisions des questeurs sont prises collégialement. La collégialité est tempérée par l’institution du questeur délégué. Celui-ci est habilité par ses collègues à agir en leur nom. Chacun des trois questeurs exerce à tour de rôle cette responsabilité pendant un mois.
À l'Assemblée, la fonction de questeur est indemnisée en 2017 à hauteur de 5 003,57 € et en 2024 de 5 300,36€ brut par mois en plus de l’indemnité de député (7 637,39€ brut mensuels) et d’un appartement de fonction qui est mis à la disposition de chaque questeur. Au Sénat, en 2024, cette indemnité était de 4 444,97€ brut par mois, en plus de l’indemnité mensuelle de base de 5 931,95€.
La fonction est restée très masculine puisque sur les 128 questeurs qui se sont succédé depuis 1804 à l'Assemblée nationale, il n'y a eu que sept femmes, les socialistes Denise Cacheux en 1986, Marylise Lebranchu entre 2007 et 2012, Marie-Françoise Clergeau de 2012 à 2017 et Christine Pirès-Beaune depuis juillet 2024 , puis les députées LREM Laurianne Rossi entre 2017 et 2022, Marie Guévenoux entre 2022 et 2024, Brigitte Klinkert depuis février 2024 et Michèle Tabarot de la Droite Républicaine depuis juillet 2024.

### Au Sénat
Les questeurs se réunissent chaque semaine dans le bureau du Premier questeur, au palais du Luxembourg, aménagé par Alphonse de Gisors et qui comporte des portraits sur bois de grands magistrats de l'Ancien Régime, comme le chancelier Pierre Séguier ou le premier président du Parlement de Paris Achille de Harlay.
D'octobre 2014 à octobre 2017, les questeurs du Sénat élus étaient :
- Bernard Saugey (app. UMP, puis LR) ;
- Dominique Bailly (PS) ;
- Jean-Léonce Dupont (UDI).

En 2017, sont élus :
- Bernard Lalande (PS) ;
- Rémy Pointereau (LR) ;
- Vincent Capo-Canellas[15] (UDI).

D'octobre 2020 à octobre 2023, les questeurs sont :
- Philippe Bas (LR) ;
- Jean-Pierre Sueur (PS) ;
- Vincent Capo-Canellas (UC).

Depuis le 3 octobre 2023, les questeurs sont :
- Antoine Lefèvre (LR) ;
- Marie-Arlette Carlotti (PS) ;
- Olivier Cigolotti (UC).

### À l'Assemblée nationale
Jusqu'à la XIVe législature, les questeurs de l'Assemblée nationale pendant la Ve République sont :
- Edmond Bricout (1958-1973)
- Noël Barrot (1958-1966)
- Michel Jacquet (1958-1962/1966-1976)
- Lucien Neuwirth (1962-1975)
- Raoul Bayou (1973-1984)
- Roger Corrèze (1975-1988)
- Albert Voilquin (1976-1977)
- Jean Boyer (1977-1978)
- Jean Morellon (1978-1980)
- Jean Bégault (1980-1981)
- Christian Laurissergues (1981-1988)
- René Gaillard (1984-1986)
- Denise Cacheux (1986)
- Francis Geng (1986-1988)
- Philippe Bassinet (1988-1993)
- Michel Cointat (1988-1990)
- Gilbert Bonnemaison (1988-1993)
- Jacques Godfrain (1990-1996)
- Ladislas Poniatowski (1993-1997)
- Bernard Derosier (1993-1995/1997-1999)
- Jean-Pierre Kucheida (1995-1997)
- Henri Cuq (1996-2004)
- Jacques Brunhes (1997-1998)
- Patrick Braouzec (1998-2000)
- Serge Janquin (1999-2002)
- Daniel Paul (2000-2002)
- Claude Gaillard (2002-2007)
- Didier Migaud (2002-2007)
- Guy Drut (2004-2007)
- Richard Mallié (2007-2012)
- Philippe Briand (2007-2017)
- Marylise Lebranchu (2007-2012)
- Bernard Roman (2012-2016)
- Marie-Françoise Clergeau (2012-2017)
- Jean Launay (2016-2017)

Durant la XVe législature (2017-2022), les questeurs de l'Assemblée nationale sont, :
- Florian Bachelier (LREM) ;
- Laurianne Rossi (LREM) ;
- Éric Ciotti (LR, depuis janvier 2018).

Alors que le poste de troisième questeur revient traditionnellement — depuis 1973 — au principal groupe d'opposition, au début de la XVe législature, Thierry Solère (Les Constructifs) devance Éric Ciotti (Les Républicains), alors que le caractère oppositionnel des Constructifs est ambigu. Après la démission de Thierry Solère, une nouvelle élection est organisée en janvier 2018 : deux candidats de l'opposition se présentent uniquement, Ugo Bernalicis de La France insoumise et Éric Ciotti,. Éric Ciotti remporte l'élection, organisée le 15 janvier, obtenant 186 voix contre 35.
De juin 2022 à juin 2024 (XVIe législature), les questeurs de l'Assemblée nationale sont :
- Marie Guévenoux (RE), puis à partir de février 2024 Brigitte Klinkert après l'entrée de sa prédécesseure au gouvernement[21] ;
- Éric Ciotti (LR) ;
- Éric Woerth (RE).

Le 29 juin 2022, au début de la nouvelle législature, Marie Guévenoux et Éric Woerth sont élus comme candidats de la majorité et Éric Ciotti comme candidat de l'opposition face à Bastien Lachaud (LFI).
Depuis juillet 2024 (XVIIe législature), les questeurs de l'Assemblée nationale sont :
- Christine Pirès-Beaune (PS) ;
- Brigitte Klinkert (RE) ;
- Michèle Tabarot (LR).

### Au Conseil économique et social
Le Conseil économique et social, devenu en 2008 Conseil économique, social et environnemental (CESE) est administré par deux questeurs. Pour le mandat 2021-2026, ont été élus Thierry Cadart (CFDT) et Pierre Goguet (d) (président de CCI France).

### Histoire
Le terme de « questeur » n'a pas été choisi au hasard par Napoléon Bonaparte et s'inscrit dans la lignée de l'usage de « consul », « sénat » ou même « république », en référence à une époque prestigieuse de la Rome antique. Questeur vient du latin quaerere qui signifie chercher, enquêter. La fonction première des questeurs était, sous la République romaine, de percevoir les contributions et de recouvrer les créances.
À partir de 1789, l'Assemblée avait chargé certains de ses membres de sa propre administration. Tantôt dénommés inspecteurs ou commissaires de salle, leurs attributions préfiguraient le rôle des questeurs, formalisé en décembre 1803. Lors d'une séance du 17 juin 1789 de l'« Assemblée nationale », le docteur Guillotin, dénonçant les conditions d'insalubrité du lieu, fut chargé de procéder aux changements nécessaires. Il devenait ainsi le premier questeur, ou, du moins, en obtenait les fonctions, qu'il n'eut jamais vraiment les moyens de mettre en œuvre, hormis l'acquisition de sièges à dosseret un mois plus tard. En novembre 1789, étaient élus deux commissaires chargés de l'organisation et la surveillance de l'Assemblée. À défaut de pouvoir exécuter leurs recommandations, par absence de budget, ils transmettaient cependant au département des Menus plaisirs et du Garde-meuble du Roi leurs propositions.
Au fil des ans et des changements constitutionnels, la fonction se formalise. Les règles de désignation des commissaires et des inspecteurs s'élaborent, un budget est alloué. Avant la véritable création de la fonction de questeur, les bases en sont jetées : ce seront des élus, choisis par leurs pairs, pour une période déterminée, ils seront dotés de moyens, il leur sera attribué des compétences spécifiques en matière sociale, politique, de finance, d'administration, de personnel et de sûreté.
La première grande œuvre sous la responsabilité de ces inspecteurs est la construction du premier hémicycle du palais Bourbon, aujourd'hui disparu, qui dure presque trois ans. Le nom de ceux qui sont en poste le 17 novembre 1797 sont gravés sur une plaque en laiton à l'occasion de l'installation du Conseil des Cinq-Cents dans leur nouveau palais : Talot, Jacomin, Martinel, Laa et Calès,.
Le terme et la fonction de questeur sont créés par Napoléon Bonaparte par le sénatus-consulte du 28 frimaire an XII (20 décembre 1803). Ce texte fondateur introduit une innovation dans leur statut: il crée un Conseil d’administration, composé du Président, des Vice-présidents et des Questeurs dont un de ces derniers était le secrétaire. Dès lors, les questeurs feront partie du Bureau de l’Assemblée.
En 1804, les premiers questeurs élus par leurs pairs pour une année sont François Delattre, Jean-Baptiste Jacopin, Vincent Vienot-Vaublanc et Claude Terrason. Leur nombre à l'Assemblée nationale a oscillé entre trois et cinq au cours des deux derniers siècles.
Le record de longévité est détenu par Georges Saumande, questeur de 1906 à 1928, suivi d'André Hébert, de 1852 à 1870.